# هانس هونزيكر
هانس هونزيكر هو طبيب نفسي وطبيب سويسري، ولد في 2 أغسطس 1878 في Attelwil ‏ في سويسرا، وتوفي في 17 ديسمبر 1941 في بازل في سويسرا.